# Keyan Varela
Keyan Varela, né le 26 avril 2006, est un footballeur portugais qui évolue au poste d'ailier au Servette FC.

## Biographie

### Carrière en club
Keyan Varela est formé par le Servette FC, où il commence sa carrière professionnelle en championnat de Suisse,,. Il joue son premier match avec l'équipe première du club le 3 novembre 2024, lors d'un match de championnat contre Lausanne.
Le 23 juillet 2025, il joue son premier match de Ligue des champions, entrant en jeu lors de la victoire 1-0 en qualification chez le Viktoria Plzeň,.

### Carrière en sélection
Keyan Varela est international portugais junior avec l'équipe des moins de 19 ans.

## Palmarès
Servette FC
- Championnat de Suisse
  - Vice-champion en 2024-25